# 러브 이즈 스트레인지
《러브 이즈 스트레인지》(영어: Love Is Strange)는 미국과 그리스에서 제작된 아이라 색스 감독의 2014년 로맨스 드라마 영화이다. 존 리스고, 앨프리드 몰리나, 머리사 토메이 등이 출연하였다.
2015년 제19회 새틀라이트상에서 작품상과 각본상 후보에 올랐다.

## 줄거리
게이 커플 벤과 조지는 39년간 함께한 끝에 로어맨해튼에서 결혼식을 올린다. 후에 이 사실이 조지가 재직 중인 가톨릭교회 학교에 알려지는 바람에 조지는 음악 교사 자리에서 해고된다. 돈이 부족해진 이들 부부는 더 싼 집으로 옮기기 위해 살던 집을 팔면서 각자 다른 지인의 집에 머물게 된다.

## 출연진
- 존 리스고
- 앨프리드 몰리나
- 머리사 토메이
- 찰리 테이핸
- 샤이엔 잭슨
- 해리엇 샌섬 해리스
- 대런 E. 버로스
- 크리스천 콜슨
- 존 컬럼
- 에이드리앤 레넉스
- 매니 퍼레즈
- 서배스천 라코스
- 크리스티나 커크
- 제이슨 스튜어트

## 기타 제작진
- 의상: 아르준 바신